# Maia Kealoha
Maia Kealoha (* 14. Dezember 2016 in Hawaii) ist eine US-amerikanische Kinderdarstellerin.

## Leben und Karriere
Maia wurde am 14. Dezember 2016 in Hawaii geboren. Bereits im Alter von fünf Jahren nahm sie an Schönheitswettbewerben wie Little Miss Kona Coffee teil. 2023 wurde sie als Hauptdarstellerin für Disney’s Lilo & Stitch gecastet, der 2025 erschien. 2025 wird sie in dem Film The Wrecking Crew die Hauptrolle spielen.